# Équipe du Canada masculine de basket-ball en fauteuil roulant
Maillots
Actualités
L' Équipe du Canada de basket-ball en fauteuil roulant  est la sélection masculine senior qui représente le Canada dans les compétitions majeures de basket-ball en fauteuil roulant. Cette sélection rassemble les meilleurs joueurs canadiens sous l’égide de l'organisation Basketball en fauteuil roulant Canada en collaboration avec Canada Basketball.
L'équipe nationale du Canada est qualifiée pour les Championnats mondiaux de basket-ball en fauteuil roulant et pour les jeux paralympiques. Lors des jeux paralympiques de Londres de 2012, l'équipe canadienne masculine conclut le tournoi préliminaire avec une fiche parfaite de cinq victoires en cinq matches. Les quarts de finale ont lieu le mercredi 5 septembre et le Canada bat facilement l’Espagne 77-51. Les canadiens passent en demi-finale et sont opposés aux britanniques jeudi le 6 septembre. Très disciplinés et regroupés, ils triomphent 69-52 pour passer en finale pour la médaille d'or.

## Historique
L'Équipe masculine du Canada de basket-ball en fauteuil roulant a été créée en 1946 à la suite des blessés de guerre parmi les militaires canadiens. Sa première compétition d'importance internationale fut les Jeux internationaux Stoke Mandeville, tenus en 1953.

## Parcours

### Aux Jeux paralympiques

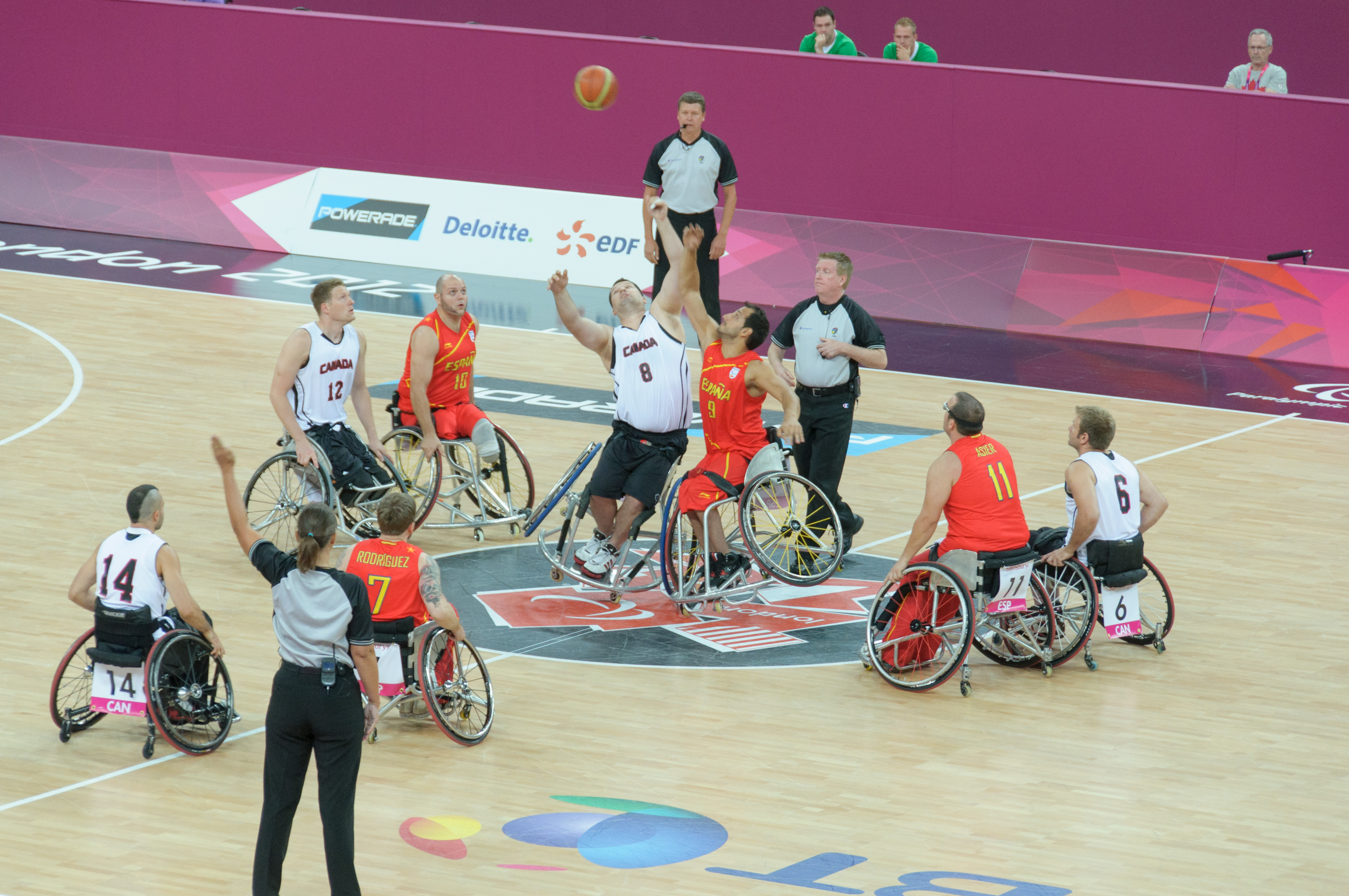
Rencontre contre l'Espagne aux Jeux paralympiques d'été de 2012.

L'équipe a remporté des médailles d’or paralympiques en 2000 et 2004 et une médaille d’argent aux Jeux paralympiques de Pékin, en 2008.
- 1960 : ?
- 1964 : ?
- 1968 : 8e
- 1972 : 5e
- 1976 : ?
- 1980 : 5e
- 1984 : 5e
- 1988 : 5e
- 1992 : 4e
- 1996 : 5e
- 2000 :  Médaillée d'or
- 2004 :  Médaillée d'or
- 2008 :  Médaillée d'argent
- 2012 :  Médaillée d'or
- 2016 : 11e
- 2020 : 8e
- 2024 : 4e place à  Paris

### Aux Championnats du Monde IWBF
L'équipe a remporté une médaille d’or aux Championnats du monde 2006, une médaille d'argent en 1986 ainsi que plusieurs médailles de bronze aux Championnats mondiaux (1990, 1994, 1998, 2002).
- 1975  : 5e
- 1979 :  5e
- 1983 :  6e
- 1986 :  Médaillé d'argent
- 1990 :  Médaillé de bronze
- 1994 :  Médaillé de bronze
- 1998 :  Médaillé de bronze
- 2002 :  Médaillé de bronze
- 2006 :  Médaillé d'or
- 2010 : 7e
- 2014 : Non qualifié[1]
- 2018 : 12e
- 2022 : 6e place à  Dubaï

### Autres tournois internationaux

#### Jeux parapanaméricains
- 2007 :  Médaillée d'argent
- 2011 :  Médaillée de bronze
- 2015 :

## Effectif actuel
Effectif lors des Jeux paralympiques d'été de 2012
| Numéro | Nom              | Date de Naissance | Handicap | Club                     |
| ------ | ---------------- | ----------------- | -------- | ------------------------ |
| 4      | Dave Durepos     | 14 juillet 1968   | 3,5      | Elm City Sports Club     |
| 5      | Yvon Rouillard   | 19 avril 1972     | 3.0      | BPLS Amicacci Giulianova |
| 6      | Bo Hedges        | 5 janvier 1980    | 2.5      | Université d'Alabama     |
| 7      | Richard Peter    | 10 septembre 1972 | 2.5      | Douglas College          |
| 8      | Joey Johnson     | 26 juillet 1975   | 4.5      | RSV Lahn-Dill            |
| 9      | Adam Lancia      | 17 janvier 1980   | 4.0      | BSR Valladolid           |
| 10     | Abdi Dini        | 1er janvier 1981  | 1.0      | Variety Village Club     |
| 11     | Chad Jassman     | 16 septembre 1983 | 1.5      | Calgary Grizzlies        |
| 12     | Patrick Anderson | 22 août 1979      | 4.5      | Sans club                |
| 13     | Brandon Wagner   | 18 avril 1983     | 1.0      | Burlington Vipers        |
| 14     | Tyler Miller     | 24 juin 1984      | 1.5      | Twin City Spinners       |
| 15     | David Eng        | 21 novembre 1976  | 4.5      | Gladiateurs de Laval     |

- Entraîneur en chef :  Jerry Tonello
- Éntraîneurs : Christian LaSerra, Darrell Nordell, Paul Bowes
- Assistant-Entraîneurs :  Mike Frogley, Joe Higgns, Steve Bialowas, Steave Sampson
- Team Manager : Chris Dalcin
- Physiothérapeute : Brett Nagata
- médicin de l'équipe : Bruce Davidson
- psychologue de sport : Judy Goss

## Joueurs marquants du passé
- Floris Aukema[3]
- George Boshko[4]
- Peter Colistro[5]
- David Lash[6]
- Ron Minor[7]
- Richard Peter
- John 'Clary' Stubbert[8]
- Frank Vlasic[9]